# Toussaint L'Ouverture internationale lufthavn
Toussaint L'Ouverture internationale lufthavn er en lufthavn beliggende i Port-au-Prince, Haiti. Den er opkaldt efter Toussaint L'Ouverture der ledte Haiti i landets kamp for uafhængighed fra Frankrig i det sene 1700-tal og tidlige 1800-tal.
Lufthavnen blev beskadiget som følge af Jordskælvet i Haiti i 2010 og blev midlertidigt anbragt under kontrol af det amerikanske luftvåben, på grund af den store internationale nødhjælpsindsats efter jordskælvet.
| Luftfart | Spire Denne artikel om flyvning er en spire som bør udbygges. Du er velkommen til at hjælpe Wikipedia ved at udvide den. |

18°34′48″N 72°17′33″V / 18.58000°N 72.29250°V